# Iliamna (sopka)
Mount Iliamna je ledovcem pokrytá sopka štít v pohoří Chigmit v americkém státě Aljaška. Nachází se na západním pobřeží Cookova zálivu, přibližně 215 kilometrů jihozápadně od města Anchorage v Národním parku Lake Clark.
Existují poznatky o její aktivitě v období holocénu, pomocí radiokarbonové metody bylo zjištěno několik erupcí později, všechny před osídlením Aljašky Evropany. Pole fumarol se nachází ve výšce okolo 2740 metrů na východní stěně hory a téměř neustále vytváří menší obláčky vodní páry a sopečných plynů obsahujících síru. Silný proud páry a plynů vedl v minulosti mnohé piloty letadel k domněnce, že je sopka činná i v současnosti. Asi 70 kilometrů jihozápadně od sopky se nachází největší jezero Aljašky – Iliamna.